# Luca Del Pero
Luca Del Pero, né le 5 décembre 1997 à Carate Brianza, est un coureur de fond italien spécialisé en skyrunning et en trail. Il a remporté la médaille de bronze sur l'épreuve de trail court aux championnats du monde de course en montagne et trail 2023 et est champion d'Italie de SkyRace 2022.

## Biographie
Luca Del Pero fait ses débuts en compétition en cross-country puis en vélo tout-terrain. En 2019, il décide de réorienter sa carrière sportive dans la course à pied en montagne et se spécialise dans les épreuves techniques du skyrunning,.
Le 19 septembre 2021, il s'élance au départ du Grigne SkyMarathon, manche de la Skyrunner World Series, couru sur le parcours de remplacement de 23 km en raison des fortes pluies. Laissant ses compatriotes Daniel Antonioli et Cristian Minoggio se battre en tête pour la victoire, il effectue une solide course et assure la troisième place.
En février 2022, il prend part à l'édition inaugurale des championnats du monde de SkySnow à Sierra Nevada. Il s'impose d'abord sur l'épreuve verticale en battant le Russe Vitalii Chernov de quatre secondes puis double la mise sur l'épreuve de course classique en devançant l'Américain Mike Popejoy. Grâce à ses deux titres, il remporte également la médaille d'or du combiné. En juillet, il domine la Pierre Menta été avec Lorenzo Beltrami et s'impose aisément en remportant les trois étapes. Le 21 août, il domine la Cima d'Asta SkyRace et s'impose en 3 h 8 min 28 s, battant le précédent record du parcours de plus de vingt minutes. La course comptant comme épreuve de SkyRace pour les championnats d'Italie de skyrunning, il remporte le titre. La semaine suivante, il s'élance sur l'édition inaugurale de la Kima Extreme SkyRace. Il mène la course de bout en bout pour remporter la victoire.
Le 8 juin 2023, il s'élance sur l'épreuve de trail court des championnats du monde de course en montagne et trail à Innsbruck malgré quelques soucis de santé les jours précédents. Prenant un départ prudent, il parvient à suivre ses compatriotes Francesco Puppi, Andrea Rotan et Daniel Pattis. Prenant confiance, il accélère dans la montée sur Kreuzjoch et parvient à rattraper le groupe en lice pour la troisième place. Dans la descente finale, il parvient à accélérer pour larguer ses adversaires et revient sur les talons du Britannique Thomas Roach. Il termine finalement à moins d'une minute de ce dernier et s'offre la médaille de bronze. Il remporte également la médaille d'argent au classement par équipes.

## Palmarès
| no  | masculin           | Course                                            | Longueur | Départ             | Temps           |
| --- | ------------------ | ------------------------------------------------- | -------- | ------------------ | --------------- |
| 3e  | Médaille de bronze | Grigne SkyMarathon                                | 23 km    | 19 septembre 2021  | 2 h 0 min 57 s  |
| 5e  | 5e                 | Championnats d'Europe de skyrunning - SkyRace     | 35 km    | 20 novembre 2021   | 4 h 1 min 10 s  |
| 1re | Médaille d'or      | Monte Zerbion Skyrace                             | 22 km    | 14 mai 2022        | 2 h 27 min 2 s  |
| 2e  | Médaille d'argent  | Cortina SkyRace                                   | 19 km    | 23 juin 2022       | 1 h 29 min 54 s |
| 1re | Médaille d'or      | Pierra Menta été                                  | 72 km    | 1-3 juillet 2022   | 8 h 44 min 58 s |
| 1re | Médaille d'or      | Cima d'Asta SkyRace                               | 26 km    | 21 août 2022       | 3 h 8 min 28 s  |
| 1re | Médaille d'or      | Kima Extreme SkyRace                              | 25,5 km  | 28 août 2022       | 2 h 58 min 42 s |
| 4e  | 4e                 | Championnats du monde de skyrunning - SkyMarathon | 31 km    | 11 septembre 2022  | 2 h 56 min 33 s |
| 3e  | Médaille de bronze | Limone Extreme                                    | 22,7 km  | 15 octobre 2022    | 2 h 28 min 51 s |
| 2e  | Médaille d'argent  | Bellagio SkyRace                                  | 28 km    | 23 octobre 2022    | 2 h 24 min 38 s |
| 3e  | Médaille de bronze | Championnats du monde de trail - Court            | 45,2 km  | 8 juin 2023        | 4 h 22 min 4 s  |
| 3e  | Médaille de bronze | Calamorro Skyrace                                 | 27,5 km  | 6 avril 2024       | 2 h 36 min 55 s |
| 1re | Médaille d'or      | Championnats d'Italie de trail court              | 33 km    | 14 avril 2024      | 2 h 40 min 17 s |
| 4e  | 4e                 | Zegama-Aizkorri                                   | 42,2 km  | 26 mai 2024        | 3 h 47 min 25 s |
| 2e  | Médaille d'argent  | Lavaredo 50K                                      | 49 km    | 28 juin 2024       | 4 h 16 min 7 s  |
| 2e  | Médaille d'argent  | Cordillera Blanca Skyrace                         | 23 km    | 7 juillet 2024     | 2 h 6 min 22 s  |
| 2e  | Médaille d'argent  | Matterhorn Ultraks Extreme                        | 27 km    | 23 août 2024       | 3 h 48 min 17 s |
| 1re | Médaille d'or      | Rosetta SkyRace                                   | 22,4 km  | 1er septembre 2024 | 2 h 14 min 50 s |
| 1re | Médaille d'or      | ZacUP Skyrace del Grignone                        | 27 km    | 15 septembre 2024  | 2 h 50 min 38 s |
| 1re | Médaille d'or      | Gorbeia Suzien                                    | 32 km    | 28 septembre 2024  | 3 h 0 min 25 s  |
| 1re | Médaille d'or      | Sobrescobio Skyrace                               | 32 km    | 27 octobre 2024    | 2 h 49 min 26 s |
| 2e  | Médaille d'argent  | SkyMasters                                        | 42,5 km  | 16 novembre 2024   | 4 h 46 min 49 s |
| 1re | Médaille d'or      | Acantilados del Norte Skyrace                     | 29 km    | 22 mars 2025       | 2 h 30 min 8 s  |
| 1re | Médaille d'or      | Calamorro Skyrace                                 | 27,5 km  | 5 avril 2025       | 2 h 24 min 19 s |
| 1re | Médaille d'or      | Transvulcania Kilómetro Vertical                  | 7,26 km  | 8 mai 2025         | 47 min 59 s     |
| 1re | Médaille d'or      | Transvulcania Media Maratón                       | 24 km    | 10 mai 2025        | 2 h 11 min 19 s |
| 4e  | 4e                 | Zegama-Aizkorri                                   | 42,2 km  | 25 mai 2025        | 3 h 54 min 19 s |
| 1re | Médaille d'or      | SkyRace Gorges du Tarn                            | 25 km    | 7 juin 2025        | 2 h 22 min 58 s |
| 2e  | Médaille d'argent  | Lavaredo 50K                                      | 50 km    | 27 juin 2025       | 4 h 9 min 24 s  |
| 1re | Médaille d'or      | DoloMyths Run                                     | 17 km    | 13 juillet 2025    | 1 h 36 min 11 s |

## Records
| Épreuve      | Performance   | Date         | Lieu  |
| ------------ | ------------- | ------------ | ----- |
| 3 000 mètres | 9 min 26 s 11 | 6 avril 2013 | Pavie |